# Cúp VTV – Bình Điền 2016
Giải bóng chuyền nữ quốc tế cúp VTV – Bình Điền 2016  là giải đấu lần thứ 10 với sự phối hợp tổ chức của Liên đoàn bóng chuyền Việt Nam, Đài truyền hình Việt Nam và Công ty cổ phần Phân bón Bình Điền. Giải đấu được tổ chức ở Ninh Bình, Việt Nam.

## Các đội tham dự
8 đội tham dự giải đấu bao gồm:
- VTV Bình Điền Long An (chủ giải)
- Thông tin LVPB
- Ngân hàng Công Thương
- Phúc Kiến
- Giang Tô
- April 25 SC
- Malaysia
- U20 Thái Lan

## Vòng bảng
- Tất cả các trận đấu diễn ra theo Giờ ở Việt Nam (UTC+07:00).

|  | Đội thi đấu bán kết            |
|  | Đội thi đấu vòng phân hạng 5-8 |

### Bảng A
|      |                       | Trận đấu | Trận đấu | Điểm | Set | Set | Set   | Điểm | Điểm | Điểm  |
| Hạng | Đội                   | T        | B        | Điểm | T   | B   | Tỉ lệ | T    | B    | Tỉ lệ |
| ---- | --------------------- | -------- | -------- | ---- | --- | --- | ----- | ---- | ---- | ----- |
| 1    | Giang Tô              | 3        | 0        | 9    | 9   | 3   | 3.000 | 266  | 242  | 1.099 |
| 2    | VTV Bình Điền Long An | 2        | 1        | 6    | 7   | 4   | 1.750 | 262  | 222  | 1.180 |
| 3    | U20 Thái Lan          | 1        | 2        | 3    | 5   | 6   | 0.833 | 241  | 241  | 1.000 |
| 4    | Malaysia              | 0        | 3        | 0    | 1   | 9   | 0.111 | 173  | 237  | 0.730 |

| Ngày       | Thời gian |                       | Điểm |              | Set 1 | Set 2 | Set 3 | Set 4 | Set 5 | Tổng   | Nguồn |
| ---------- | --------- | --------------------- | ---- | ------------ | ----- | ----- | ----- | ----- | ----- | ------ | ----- |
| 19 tháng 3 | 17:00     | U20 Thái Lan          | 3–0  | Malaysia     | 25–18 | 25–12 | 25–17 |       |       | 75–47  |       |
| 19 tháng 3 | 20:30     | VTV Bình Điền Long An | 1–3  | Giang Tô     | 25–10 | 20–25 | 20–25 | 22–25 |       | 87–85  |       |
| 21 tháng 3 | 15:30     | Giang Tô              | 3–1  | U20 Thái Lan | 19–25 | 25–17 | 25–21 | 25–19 |       | 94–82  |       |
| 21 tháng 3 | 17:00     | VTV Bình Điền Long An | 3–0  | Malaysia     | 25–15 | 25–21 | 25–17 |       |       | 75–53  |       |
| 23 tháng 3 | 15:30     | Malaysia              | 1–3  | Giang Tô     | 15–25 | 20–25 | 25–12 | 13–25 |       | 73–87  |       |
| 23 tháng 3 | 17:00     | VTV Bình Điền Long An | 3–1  | U20 Thái Lan | 25–18 | 25–16 | 23–25 | 27–25 |       | 100–84 |       |

### Bảng B
|      |                       | Trận đấu | Trận đấu | Điểm | Set | Set | Set   | Điểm | Điểm | Điểm  |
| Hạng | Đội                   | T        | B        | Điểm | T   | B   | Tỉ lệ | T    | B    | Tỉ lệ |
| ---- | --------------------- | -------- | -------- | ---- | --- | --- | ----- | ---- | ---- | ----- |
| 1    | Ngân hàng Công Thương | 2        | 1        | 7    | 8   | 4   | 2.000 | 279  | 236  | 1.182 |
| 2    | Thông tin LVPB        | 2        | 1        | 4    | 7   | 7   | 1.000 | 293  | 313  | 0.936 |
| 3    | April 25 SC           | 1        | 2        | 4    | 6   | 6   | 1.000 | 270  | 251  | 1.076 |
| 4    | Phúc Kiến             | 1        | 2        | 3    | 3   | 7   | 0.429 | 189  | 249  | 0.759 |

| Ngày       | Thời gian |                       | Điểm |                | Set 1 | Set 2 | Set 3 | Set 4 | Set 5 | Tổng    | Nguồn |
| ---------- | --------- | --------------------- | ---- | -------------- | ----- | ----- | ----- | ----- | ----- | ------- | ----- |
| 20 tháng 3 | 15:30     | Ngân hàng Công Thương | 3–1  | April 25 SC    | 25–23 | 25–22 | 21–25 | 25–19 |       | 96–89   |       |
| 20 tháng 3 | 17:00     | Thông tin LVPB        | 1–3  | Phúc Kiến      | 23–25 | 26–24 | 19–25 | 22–25 |       | 90–99   |       |
| 22 tháng 3 | 15:30     | April 25 SC           | 2–3  | Thông tin LVPB | 25–20 | 24–26 | 22–25 | 25–16 | 10–15 | 106–102 |       |
| 22 tháng 3 | 17:00     | Ngân hàng Công Thương | 3–0  | Phúc Kiến      | 25–10 | 25–23 | 25–13 |       |       | 75–46   |       |
| 24 tháng 3 | 15:30     | April 25 SC           | 3–0  | Phúc Kiến      | 25–22 | 25–8  | 25–23 |       |       | 75–53   |       |
| 24 tháng 3 | 17:00     | Ngân hàng Công Thương | 2–3  | Thông tin LVPB | 25–16 | 25–18 | 24–26 | 20–25 | 14–16 | 108–101 |       |

## Vòng đấu loại trực tiếp

### Vòng phân hạng 5-8
|  | Phân hạng 5-8 | Phân hạng 5-8 |                   |   | Trận tranh hạng 5 | Trận tranh hạng 5 |
|  |               |               |                   |   |                   |                   |
|  | 26 tháng 3    |               |                   |   |                   |                   |
|  |               |               |                   |   |                   |                   |
|  | U20 Thái Lan  | 0             |                   |   |                   |                   |
|  | U20 Thái Lan  | 0             | 27 tháng 3        |   |                   |                   |
|  | Phúc Kiến     | 3             |                   |   |                   |                   |
|  | Phúc Kiến     | 3             | Phúc Kiến         | 3 |                   |                   |
|  | 26 tháng 3    |               | Phúc Kiến         | 3 |                   |                   |
|  |               | April 25 SC   | 1                 |   |                   |                   |
|  | April 25 SC   | April 25 SC   | 1                 | 3 |                   |                   |
|  | April 25 SC   |               |                   | 3 |                   |                   |
|  | Malaysia      | 0             |                   |   |                   |                   |
|  | Malaysia      | 0             | Trận tranh hạng 7 |   |                   |                   |
|  |               |               |                   |   |                   |                   |
|  | 27 tháng 3    |               |                   |   |                   |                   |
|  |               |               |                   |   |                   |                   |
|  | U20 Thái Lan  | 3             |                   |   |                   |                   |
|  | U20 Thái Lan  | 3             |                   |   |                   |                   |
|  | Malaysia      | 0             |                   |   |                   |                   |

#### Phân hạng 5–8
| Ngày       | Thời gian |              | Điểm |           | Set 1 | Set 2 | Set 3 | Set 4 | Set 5 | Tổng  | Nguồn |
| ---------- | --------- | ------------ | ---- | --------- | ----- | ----- | ----- | ----- | ----- | ----- | ----- |
| 26 tháng 3 | 11:00     | U20 Thái Lan | 0–3  | Phúc Kiến | 19–25 | 13–25 | 23–25 |       |       | 55–75 |       |
| 26 tháng 3 | 13:00     | April 25 SC  | 3–0  | Malaysia  | 25–13 | 25–16 | 25–11 |       |       | 75–40 |       |

#### Trận tranh hạng 7
| Ngày       | Thời gian |              | Điểm |          | Set 1 | Set 2 | Set 3 | Set 4 | Set 5 | Tổng  | Nguồn |
| ---------- | --------- | ------------ | ---- | -------- | ----- | ----- | ----- | ----- | ----- | ----- | ----- |
| 27 tháng 3 | 10:00     | U20 Thái Lan | 3–0  | Malaysia | 25–17 | 25–18 | 25–19 |       |       | 75–54 |       |

#### Trận tranh hạng 5
| Ngày       | Thời gian |           | Điểm |             | Set 1 | Set 2 | Set 3 | Set 4 | Set 5 | Tổng  | Nguồn |
| ---------- | --------- | --------- | ---- | ----------- | ----- | ----- | ----- | ----- | ----- | ----- | ----- |
| 27 tháng 3 | 13:00     | Phúc Kiến | 3–1  | April 25 SC | 17–25 | 26–24 | 25–19 | 25–17 |       | 93–85 |       |

### Top 4
|  | Bán kết               | Bán kết               |                   |   | Chung kết | Chung kết |
|  |                       |                       |                   |   |           |           |
|  | 26 tháng 3            |                       |                   |   |           |           |
|  |                       |                       |                   |   |           |           |
|  | Giang Tô              | 3                     |                   |   |           |           |
|  | Giang Tô              | 3                     | 27 tháng 3        |   |           |           |
|  | Thông tin LVPB        | 2                     |                   |   |           |           |
|  | Thông tin LVPB        | 2                     | Giang Tô          | 1 |           |           |
|  | 26 tháng 3            |                       | Giang Tô          | 1 |           |           |
|  |                       | Ngân hàng Công Thương | 3                 |   |           |           |
|  | Ngân hàng Công Thương | Ngân hàng Công Thương | 3                 | 3 |           |           |
|  | Ngân hàng Công Thương |                       |                   | 3 |           |           |
|  | VTV Bình Điền Long An | 0                     |                   |   |           |           |
|  | VTV Bình Điền Long An | 0                     | Trận tranh hạng 3 |   |           |           |
|  |                       |                       |                   |   |           |           |
|  | 27 tháng 3            |                       |                   |   |           |           |
|  |                       |                       |                   |   |           |           |
|  | Thông tin LVPB        | 1                     |                   |   |           |           |
|  | Thông tin LVPB        | 1                     |                   |   |           |           |
|  | VTV Bình Điền Long An | 3                     |                   |   |           |           |

#### Bán kết
| Ngày       | Thời gian |                       | Điểm |                       | Set 1 | Set 2 | Set 3 | Set 4 | Set 5 | Tổng    | Nguồn |
| ---------- | --------- | --------------------- | ---- | --------------------- | ----- | ----- | ----- | ----- | ----- | ------- | ----- |
| 26 tháng 3 | 15:00     | Giang Tô              | 3–2  | Thông tin LVPB        | 25–16 | 20–25 | 25–22 | 18–25 | 15–13 | 103–101 |       |
| 26 tháng 3 | 17:00     | Ngân hàng Công Thương | 3–0  | VTV Bình Điền Long An | 25–21 | 25–20 | 25–23 |       |       | 75–64   |       |

#### Trận tranh hạng 3
| Ngày       | Thời gian |                | Điểm |                       | Set 1 | Set 2 | Set 3 | Set 4 | Set 5 | Tổng  | Nguồn |
| ---------- | --------- | -------------- | ---- | --------------------- | ----- | ----- | ----- | ----- | ----- | ----- | ----- |
| 27 tháng 3 | 17:00     | Thông tin LVPB | 1–3  | VTV Bình Điền Long An | 21–25 | 25–14 | 18–25 | 23–25 |       | 87–89 |       |

#### Chung kết
| Ngày       | Thời gian |          | Điểm |                       | Set 1 | Set 2 | Set 3 | Set 4 | Set 5 | Tổng    | Nguồn |
| ---------- | --------- | -------- | ---- | --------------------- | ----- | ----- | ----- | ----- | ----- | ------- | ----- |
| 27 tháng 3 | 20:00     | Giang Tô | 1–3  | Ngân hàng Công Thương | 23–25 | 24–26 | 25–21 | 36–38 |       | 108–110 |       |

## Xếp hạng chung cuộc
| Xếp hạng | Đội                   |
| -------- | --------------------- |
| 1        | Ngân hàng Công Thương |
| 2        | Giang Tô              |
| 3        | VTV Bình Điền Long An |
| 4        | Thông tin LVPB        |
| 5        | Phúc Kiến             |
| 6        | April 25 SC           |
| 7        | U20 Thái Lan          |
| 8        | Malaysia              |

| Vô địch cúp VTV – Bình Điền 2016 |
| -------------------------------- |
| Ngân hàng Công Thương Lần thứ 2  |

## Giải thưởng cá nhân
| - Vận động viên toàn diện nhất giải đấu Yang Wenjing (Giang Tô) - Vận động viên chủ công xuất sắc nhất Trần Thị Thanh Thúy (VTV Bình Điền Long An) Đinh Thị Thúy (Ngân hàng Công Thương) - Vận động viên phụ công xuất sắc nhất Wu Han (Giang Tô) Nguyễn Thị Ngọc Hoa (VTV Bình Điền Long An) | - Vận động viên đối chuyền xuất sắc nhất Âu Hồng Nhung (Thông tin LVPB) - Vận động viên chuyền hai xuất sắc nhất Rong Wanqianbai (Giang Tô) - Vận động viên libero xuất sắc nhất Bùi Vũ Thanh Tuyền (Ngân hàng Công Thương) - Vận động viên trẻ triển vọng Đinh Thị Thúy (Ngân hàng Công Thương) - Hoa khôi cúp VTV – Bình Điền 2016 Wang Yuqi (Giang Tô) |